# 立石佳太
立石 佳太（たていし けいた、1954年9月16日 - ）は、日本の元漫画家、イラストレーターである。広島県出身。本名桑本 佳明（くわもと よしあき）。

## 経歴
大学卒業後、1978年、『死神じゃー!!』（週刊少年サンデー）で漫画家デビュー。
当時流行のラブコメが肌に合わなかったためギャグ漫画調で描いていたところ、『月刊コロコロコミック』の編集者に誘われ、1981年より同誌で『超人キンタマン』を連載開始、長期連載となる。連載終了後も引き続き『それゆけ!ゲームボーイ探検隊』などでギャグ漫画家として活躍していたが、1994年に健康上の理由で漫画家を廃業。
2018年現在、会社勤めの傍らイラストレーターとして活動している。

## 主な作品
- 超人キンタマン（月刊コロコロコミック、全10巻）
- あほ拳キンタマン（月刊コロコロコミック1985年1月号『あほ拳ジャッキー』（ぜんきよし作）と合作）
- ザ・超人マン（別冊コロコロコミック、全2巻）
- プロレスくん（てれびくん）
- パッくん（小学二年生など小学館学習雑誌）
- BOO BOO ブタラ（別冊コロコロコミック）
- どすこい!ササニシキ（別冊コロコロコミック）
- それゆけ!ゲームボーイ探検隊（月刊コロコロコミック、全1巻）
- ウラワザ戦士ファミまるくん（てれびくん）
- ウルトラ一家のタロウくん（てれびくん）
- それいけ!鉄人28号くん（小学三年生）
- 鉄人28号くん（月刊コロコロコミック、別冊コロコロコミック）
- 名犬クッパ（小学四年生）
- ビックリ!なぞなぞランド（クイズなぞなぞワイワイ文庫）
- 早おぼえことわざ（まんが攻略シリーズ 6）（泉 宜宏/著 立石 佳太/まんが）

### ゲーム
- ドラえもん 友情伝説ザ・ドラえもんズ（1995年、ゲスト・キャラクターデザイン）